# Mielęcin (powiat wałecki)
Mielęcin – wieś w Polsce położona w województwie zachodniopomorskim, w powiecie wałeckim, w gminie Człopa
Wieś leży w odległości 11 km na południowy wschód od Tuczna.
W latach 1954–1971 wieś należała i była siedzibą władz gromady Mielęcin, po jej zniesieniu w gromadzie Człopa. W latach 1946–54 siedziba gminy Mielęcin. W latach 1975–1998 miejscowość należała administracyjnie do województwa pilskiego.

## Historia
Miejscowość pierwotnie związana była z Wielkopolską oraz Pomorzem. Ma metrykę średniowieczną i istnieje co najmniej od XIV wieku. Wymieniona w dokumencie zapisanym po łacinie z 1337 jako Melnain, 1349 Mellentyn, 1417 Melentin, 1493 Swarsnycza alias Melentin, 1532 Melannthin, 1533 Melenthin.
Mielęcin wchłonął sąsiednią wieś o nazwie Chwarstnica. Od schyłku XV wieku przez XVI wiek trwał proces wchłaniania tej wsi przez wieś Mielęcin. Używano wówczas niejednokrotnie zamiennie nazw obu tych wsi. Jeszcze w XVII wieku rozróżniano dwie części wsi o nazwie Mielęcin oraz Chwarstnica.
Miejscowość była wsią szlachecką. W 1337 leżała w granicach Nowej Marchii, w dobrach Tentzick Tuczno. Należała do Ludwika Wedla i miała wówczas 64 łany. W 1349 leżała w archidiakonacie pomiędzy Notecią, a Drawą podległym biskupowi poznańskiemu. W 1493 Mielęcin odnotowano jako leżącą w dystrykcie wałeckim (łac. „in districtu Valcensi”). W XVI wieku miejscowość leżała w ziemi wałeckiej w powiecie poznańskim Korony Królestwa Polskiego.
W latach 1493–1541 właścicielami wsi byli Maciej Tuczyński (zwany także „de Wedel” Wedelski) oraz Hasse Wedelski, którzy prawdopodobnie byli braćmi. W 1493 kupili oni za 310 złotych całą wieś Chwarstnica alias Mielęcin (łac. Swarsnycza alias Melentin) od Wojciecha Potulickiego z Chodzieży. W 1532 Maciej Tuczyński oddał swym synom Janowi, Krzysztofowi i Stanisławowi dobra Tuczno wraz z należącymi do niego wsiami, m.in. z Mielęcinem. W 1541 Jerzy Wedel (Wedelski) dziedzic Tuczna sprzedał z zastrzeżeniem prawa odkupu połowę wsi Mielęcin zwanej Chwarstnica tenutariuszowi wałeckiemu Joachimowi Natzmerowi za 400 florenów marchijskich.
Miejscowość należała do dóbr Tuczyńskich. Sołectwo w Mielęcinie nadane zostało przez Wedlów-Tuczyńskich na prawie lennym. W roku 1789 Mielęcin liczył 26 domów.
W wieku XIX właściciele wsi często się zmieniali. Kościół istniał już w wieku XIV. Budynek kościelny został wzniesiony w latach 1755–1956 przez Franciszkę Skoroszewską, przetrwał do ostatnich lat. Spłonął doszczętnie na wiosnę 1949 roku. Był to drewniany budynek zbudowany na rzucie prostokąta z wyodrębnionym węższym prezbiterium zamkniętym wielobocznie. Posiadał wieżę przykrytą barokową kopułką. Kościół w Mielęcinie był najcenniejszym zabytkiem drewnianego budownictwa sakralnego na terenie powiatu wałeckiego.